# Blepharodon glaucescens
Blepharodon glaucescens é uma espécie de plantas com flores. Foi descrito pela primeira vez por Joseph Decaisne, e recebeu o nome exato por Fontella. Blepharodon glaucescens pertence ao gênero Blepharodon e à família Apocynaceae.
Este tipo de planta é encontrada em:
- Colômbia
  - Departamento del Caquetá
  - Departamento del Guaviare
  - Departamento del Putumayo
  - Departamento del Vichada
- Venezuela
  - Amazonas
  - Estado Anzoátegui
  - Estado Apure
  - Estado Bolívar
  - Estado Cojedes
  - Estado Falcón
  - Estado Guárico
  - Estado Monagas
- Guiana
- Brasil
  - Roraima
  - Amazonas

Não há tipos listados como este.